# The Battle of San Juan Hill
The Battle of San Juan Hill è un cortometraggio muto del 1913 diretto e interpretato da Francis Ford. La protagonista femminile della pellicola era Grace Cunard che aveva anche scritto la sceneggiatura del film.

## Produzione
Il film fu prodotto dalla Bison Motion Pictures.

## Distribuzione
Distribuito dall'Universal Film Manufacturing Company, il film - un cortometraggio della durata di 30 minuti - uscì nelle sale cinematografiche statunitensi il 3 giugno 1913.